# Elecciones municipales de Huánuco de 2018
Las elecciones municipales de Huánuco de 2018 se llevó a cabo el 7 de octubre de 2018 para elegir al alcalde y al Concejo Provincial de Huánuco. La elección se celebró simultáneamente con elecciones regionales y municipales (provinciales y distritales) en todo el Perú.

## Sistema electoral
La Municipalidad Provincial de Huánuco es el órgano administrativo y de gobierno de la provincia de Huánuco. Está compuesta por el alcalde y el Concejo Provincial.
La votación del alcalde y el concejo se realiza en base al sufragio universal, que comprende a todos los ciudadanos nacionales mayores de dieciocho años, empadronados y residentes en la provincia de Huánuco y en pleno goce de sus derechos políticos, así como a los ciudadanos no nacionales residentes y empadronados en la provincia de Huánuco. No hay reelección inmediata de alcaldes.
El Concejo Provincial de Huánuco está compuesto por 13 regidores elegidos por sufragio directo para un período de cuatro (4) años, en forma conjunta con la elección del alcalde (quien lo preside). La votación es por lista cerrada y bloqueada. Se asigna a la lista ganadora los escaños según el método d'Hondt o la mitad más uno, lo que más le favorezca.

## Composición del Concejo Provincial de Huánuco
La siguiente tabla muestra la composición del Concejo Provincial de Huánuco antes de las elecciones.
| Partidos | Partidos                                               | Regidores |
| -------- | ------------------------------------------------------ | --------- |
|          | Movimiento Integración Descentralista                  | 8         |
|          | Somos Perú                                             | 2         |
|          | Avanzada Regional Independiente Unidos por Huánuco     | 2         |
|          | Movimiento Político Frente Amplio Regional Paisanocuna | 1         |

## Partidos y candidatos
A continuación se muestra una lista de los principales partidos y alianzas electorales que participaron en las elecciones:
| Candidatura | Candidatura | Partidos y alianzas                                                | Candidatos | Candidatos                 | Ideología                                                          | Resultado previo | Resultado previo | Ref. |
| Candidatura | Candidatura | Partidos y alianzas                                                | Candidatos | Candidatos                 | Ideología                                                          | Votos (%)        | Reg.             | Ref. |
| ----------- | ----------- | ------------------------------------------------------------------ | ---------- | -------------------------- | ------------------------------------------------------------------ | ---------------- | ---------------- | ---- |
|             | SP          | Lista - Somos Perú (SP)                                            |            | José Rodas Terrones        | Democracia cristiana Conservadurismo social                        | 17.82%           | 2                |      |
|             | ARI         | Lista - Avanzada Regional Independiente Unidos por Huánuco (ARI)   |            | Juan Jara Gallardo         | Regionalismo huanuqueño                                            | 16.10%           | 2                |      |
|             | P           | Lista - Movimiento Político Frente Amplio Regional Paisanocuna (P) |            | Amed Loarte Santillán      | Regionalismo huanuqueño                                            | 11.03%           | 1                |      |
|             | HNP         | Lista - Movimiento Político Hechos y No Palabras (HNP)             |            | Ivett Cisneros Ureta       | Regionalismo huanuqueño                                            | 6.57%            | 0                |      |
|             | AP          | Lista - Acción Popular (AP)                                        |            | José Villavicencio Guardia | Partido atrapalotodo                                               | 4.50%            | 0                |      |
|             | UPP         | Lista - Unión por el Perú (UPP)                                    |            | José Cáriga Melgarejo      | Etnocacerismo Nacionalismo de izquierda Ultranacionalismo          | 3.42%            | 0                |      |
|             | FP          | Lista - Fuerza Popular (FP)                                        |            | Juan Ramos Barredo         | Fujimorismo Conservadurismo social Populismo de derecha            | 2.33%            | 0                |      |
|             | APP         | Lista - Alianza para el Progreso (APP)                             |            | Willie Esquivel Asencios   | Liberalismo económico Conservadurismo liberal Populismo de derecha | 2.48%            | 0                |      |
|             | JP          | Lista - Juntos por el Perú (JP)                                    |            | Elvis Guillermo Esquivel   | Socialismo democrático Progresismo                                 | 0.84%            | 0                |      |
|             | FA          | Lista - Frente Amplio (FA)                                         |            | César Mosquera Herrera     | Socialismo Ecologismo Descentralización                            | 0.64%            | 0                |      |
|             | VP          | Lista - Vamos Perú (VP)                                            |            | Marlon González Mantero    | Populismo Socialdemocracia                                         | 0.69%            | 0                |      |
|             | Frepap      | Lista - Frente Popular Agrícola del Perú (Frepap)                  |            | Wuily Fernández Barrueta   | Israelismo Fundamentalismo cristiano Populismo                     | Nuevo            | Nuevo            |      |
|             | SN          | Lista - Solidaridad Nacional (SN)                                  |            | Jesús Giles Alipázaga      | Conservadurismo liberal Liberalismo económico                      | Nuevo            | Nuevo            |      |
|             | DD          | Lista - Democracia Directa (DD)                                    |            | René Castro Bravo          | Socialismo Nacionalismo de izquierda Ecologismo                    | Nuevo            | Nuevo            |      |
|             | AvP         | Lista - Avanza País (AvP)                                          |            | Ewer Portocarrero Merino   | Conservadurismo liberal Liberalismo clásico                        | Nuevo            | Nuevo            |      |
|             | CxH         | Lista - Movimiento Político Cambiemos x Hco (CxH)                  |            | Denesy Palacios Jiménez    | Regionalismo huanuqueño                                            | Nuevo            | Nuevo            |      |

## Resultados

### Sumario general
| |                                                            |              |              |              |           |           |  |  |
| Partidos y coaliciones                                                                                      | Partidos y coaliciones                                     | Voto popular | Voto popular | Voto popular | Regidores | Regidores |  |  |
| Partidos y coaliciones                                                                                      | Partidos y coaliciones                                     | Votos        | %            | ±pp          | Total     | +/−       |  |  |
| | Acción Popular (AP)                                        | 23,972       | 17.78        | +13.28       | 8         | +8        |  |  |
| | Solidaridad Nacional (SN)                                  | 23,264       | 17.26        | Nuevo        | 2         | +2        |  |  |
| | Avanzada Regional Independiente Unidos por Huánuco (ARI)   | 22,792       | 16.91        | +0.81        | 1         | –1        |  |  |
| | Movimiento Político Cambiemos x Hco (CxH)                  | 13,098       | 9.72         | Nuevo        | 1         | +1        |  |  |
| | Avanza País (AvP)                                          | 12,919       | 9.58         | Nuevo        | 1         | +1        |  |  |
| | Movimiento Político Frente Amplio Regional Paisanocuna (P) | 6,999        | 5.19         | –5.84        | 0         | –1        |  |  |
| | Somos Perú (SP)                                            | 6,418        | 4.76         | –13.06       | 0         | –2        |  |  |
| | Alianza para el Progreso (APP)                             | 5,843        | 4.33         | +1.85        | 0         | ±0        |  |  |
| | Frente Amplio (FA)                                         | 4,296        | 3.19         | +2.55        | 0         | ±0        |  |  |
| | Movimiento Político Hechos y NO Palabras (HNP)             | 4,180        | 3.10         | –3.47        | 0         | ±0        |  |  |
| | Fuerza Popular (FP)                                        | 2,164        | 1.61         | –0.72        | 0         | ±0        |  |  |
| | Unión por el Perú (UPP)                                    | 2,078        | 1.54         | –1.88        | 0         | ±0        |  |  |
| | Frente Popular Agrícola del Perú (Frepap)                  | 2,065        | 1.53         | Nuevo        | 0         | ±0        |  |  |
| | Juntos por el Perú (JP)1                                   | 2,021        | 1.50         | +0.66        | 0         | ±0        |  |  |
| | Democracia Directa (DD)                                    | 1,739        | 1.29         | Nuevo        | 0         | ±0        |  |  |
| | Vamos Perú (VP)                                            | 960          | 0.71         | +0.02        | 0         | ±0        |  |  |
| |                                                            |              |              |              |           |           |  |  |
| Total | Total                                                      | 134,808      |              |              | 15        | ±0        |  |  |
| |                                                            |              |              |              |           |           |  |  |
| Votos válidos                                                                                               | Votos válidos                                              | 134,808      | 81.18        | –1.72        |           |           |  |  |
| Votos en blanco                                                                                             | Votos en blanco                                            | 19,060       | 11.48        | +5.48        |           |           |  |  |
| Votos nulos                                                                                                 | Votos nulos                                                | 12,188       | 7.34         | –3.76        |           |           |  |  |
| Votos emitidos                                                                                              | Votos emitidos                                             | 166,056      | 76.87        | –3.10        |           |           |  |  |
| Abstenciones                                                                                                | Abstenciones                                               | 49,974       | 23.13        | +3.10        |           |           |  |  |
| Votantes registrados                                                                                        | Votantes registrados                                       | 216,030      |              |              |           |           |  |  |
| |                                                            |              |              |              |           |           |  |  |
| Fuente: |                                                            |              |              |              |           |           |  |  |
| Notas al pie: 1 Comparado con los resultados del Partido Humanista Peruano (PHP) en las elecciones de 2014. |                                                            |              |              |              |           |           |  |  |
| Notas al pie:                                                                                               |                                                            |              |              |              |           |           |  |  |
| 1 Comparado con los resultados del Partido Humanista Peruano (PHP) en las elecciones de 2014.               |                                                            |              |              |              |           |           |  |  |

## Elecciones municipales distritales

### Resultados por distrito
La siguiente tabla enumera el control de los distritos de la provincia de Huánuco. El cambio de mando de una organización política se resalta del color de ese partido.
| Distrito                | Alcalde(sa) titular          | Partido político | Partido político           | Alcalde(sa) electo(a)          | Partido político | Partido político         |
| ----------------------- | ---------------------------- | ---------------- | -------------------------- | ------------------------------ | ---------------- | ------------------------ |
| Amarilis                | Robinson Aguirre Casimiro    |                  | Paisanocuna                | Antonio Pulgar Lucas           |                  | Unidos por Huánuco       |
| Chinchao                | Cipriano Martínez Pérez      |                  | Unidos por Huánuco         | Adain Atavillos Clemente       |                  | Cambiemos x Hco          |
| Churumbamba             | Marco Tarazona Ramos         |                  | Integración Descentralista | Elber Leandro Zúñiga           |                  | Solidaridad Nacional     |
| Margos                  | Clides Santa Cruz Mora       |                  | Somos Perú                 | Wuilmer Vargas Rojas           |                  | Acción Popular           |
| Pillco Marca            | Alejandro Condezo y Alvarado |                  | Acción Popular             | Lidgardo Vara Estrada          |                  | Alianza para el Progreso |
| Quisqui                 | Augusto Abal Mori            |                  | Acción Popular             | Félix Ascencio Chávez          |                  | Hechos y NO Palabras     |
| San Francisco de Cayrán | Pedro Ramírez Morales        |                  | Unión por el Perú          | Rolando Domínguez Presentación |                  | Hechos y NO Palabras     |
| San Pablo de Pillao     | Noel Alminco Estela          |                  | Paisanocuna                | Julián Lino Álvarez            |                  | Cambiemos x Hco          |
| San Pedro de Chaulán    | Raúl Sosa Ramírez            |                  | Unidos por Huánuco         | Edith Bonilla Sudario          |                  | Frente Amplio            |
| Santa María del Valle   | Marcial Espíritu Romero      |                  | Somos Perú                 | Isaías Tolentino Vega          |                  | Acción Popular           |
| Yacus                   | Simion Castro Esteban        |                  | Somos Perú                 | Epifanio Esteban Alvarado      |                  | Acción Popular           |
| Yarumayo                | Patricio Cayetano Vilca      |                  | Integración Descentralista | Héctor Orbezo Medina           |                  | Unidos por Huánuco       |